# 海洋安全保障
海洋安全保障（かいようあんぜんほしょう、英語: Maritime security）とは、海洋を対象とする安全保障またはそのための諸施策をいう。海洋政策のひとつでもある。

## 概要
海洋安全保障とは主に海洋をめぐる国際紛争において国家による自国の安全保障及び主権を保持するための政策、または国際安全保障環境における海洋の国際秩序の維持に努めるための、国家、国際機構、企業、NGO、市民など多様な主体による活動をいう。
海洋は有史以来、地球の7割を覆い、人類に世界との交流・交易の通路として、また、豊かな水産資源や観光資源を与えてきた。一方で、人間に対して事故や気象を要因とする海難による恐怖をもたらし、また、その豊かさ故に国家間の紛争の要因ともなってきた。世界の海洋は主に各国の主権の及ばない公海と沿岸国の領海及び排他的経済水域があるが、海洋の40 %は国家の支配権またはその争いの対象となっている。その意味で国際社会における海洋問題は、各国間の「紛争の海」「主張する海」としての性格が強い。
そうした中、1994年に海の憲法ともいうべき国連海洋法条約が制定され、国際社会として「海洋の平和的利用」「持続可能な開発」に向けた各国間の取り組みが目指された中で、海洋安全保障はその具現化において最も障害の多い領域である。海洋の恵みは交易を通じて内陸国への広く流通し、それは世界的なテーマといってよい。グローバル・ガバナンスが問われる21世紀の国際社会において海洋はその達成に不可欠なテーマである。
さて、従来、海洋安全保障は主に国家の海洋における主権と権益の確保を目的とする軍事を中心とした諸施策を指した。しかし、近年では地球温暖化による海面上昇など地球規模の危機的課題がある中、共通の安全保障の観点から国家間の連携によって、近隣の国家同士で地域の海洋秩序を共有しようという観点から、国際安全保障としての海洋安全保障が模索されつつある。
特に国際安全保障としての海洋安全保障の対象とする領域としては各国の領海・排他的経済水域など主権、海洋環境、資源、治安、海上交通路、海軍など多様なアプローチから海の平和的利用と持続可能な開発の推進していくことを目的としており、特に近年では領有権問題、シーレーン防衛、海賊など、軍事的な安全保障上の危機への対応が注目されることが多い。また、核不拡散と相互利益の共有、豊かな海洋エネルギー資源という観点から船舶の臨検はもとより通商面での経済安全保障や安全保障貿易管理、エネルギー安全保障ともきわめて関わり合いの深い政策領域である。

## アジア太平洋と海洋安全保障
国際政治において主に海洋安全保障が重要性を帯びるのは、アジア太平洋地域である。アジア太平洋は、その広大な領域を海洋が占め、海洋資源も豊富であるとともに、海洋を通じた全世界との経済交流が盛んである。
ゆえに紛争要因も多く、1974年には西沙諸島において中国・ベトナム間の武力衝突があり、1988年にも南沙諸島はじめ島嶼をめぐる中国・ベトナム間の武力衝突があった。
1992年には中国が領海及び接続水域法を制定し海洋権益の擁護を国家目標として明確に打ち出した。これに対してASEAN外相会議が南シナ海宣言を出して、同海域における海洋権益をめぐる国際紛争の平和的解決を要望したが、同年には江沢民中国国家主席による演説によって、改めて海洋権益の擁護が謳われ、その海軍力増強を打ちだした。
一方で、極東をはじめとするアジア太平洋地域において太平洋艦隊を展開し同地域バランサーとしての地位を保持した世界最強のシーパワーを誇るアメリカ合衆国がフィリピンのスービック海軍基地から撤退し、勢力均衡が空洞化すると、ASEAN各国はより安定的な国際秩序を形成しようと、ASEAN及び域外大国を巻き込んだARFにおいて安定的な海洋秩序を目指した。
近年では、ASEAN地域フォーラム (ARF) においてインター・セッショナルグループ (ISG) の中で海洋問題専門家部会合が開かれたほか、アジア太平洋安全保障協力会議 (CSCAP) という研究者を主体としたトラックII外交の場が形成され、「地域海洋協力のガイドライン」「海洋の法と秩序に関する協力」という提言をまとめるなど、海に関する地域レジーム形成に向けた政府・企業・有識者・NGO・市民などの多様なアクターから、多元的かつ重層的な取り組みが展開されている。